# VIII. János moldvai fejedelem
Ioniță Sturdza, más néven Ioniță Sandu Sturdza (1761/1762 –  1842. február 2.) moldvai fejedelem (1822. június 21. – 1828. május 5.).
Egy régi román bojár család sarja, akit a török porta emelt Moldva fejedelmi trónjára. Uralma alatt a fejedelemség pénzügyei rendeződtek, megkezdődött az utak és a hidak építése, s az anyanyelvi oktatás felső szinten is uralkodóvá lett.